# 어거스틴 에구아보엔
어거스틴 오웬 에구아보엔(영어: Augustine Owen Eguavoen, 1965년 8월 19일 ~ )은 나이지리아의 축구 감독이자 전직 축구 선수로, 나이지리아 국가대표팀 감독을 세 번 역임했다.

## 구단 경력
에구아보엔은 다양한 경력을 쌓는 동안 고향 나이지리아의 ACB 라고스에서 수비수로 경력을 시작했고, 인상적인 활약을 펼치며 1986년 헨트로 이적했다. 이후 코트레이크, 오우렌세, 새크라멘토 스콜피언스, 토르페도 모스크바에서 뛰었으며, 몰타 클럽 슬리마 원더러스에서 경력을 마무리했다.

## 국가대표팀 경력
에구아보엔은 1994년 나이지리아 최초의 FIFA 월드컵 출전 자격을 얻은 나이지리아 국가대표팀의 일원이었으며, 같은 해 아프리카 네이션스컵에서 우승했다.

## 감독 경력

### 슬리마 원더러스
에구아보엔은 몰타에서 슬리마 원더러스에서 코치 경력을 시작했으며, 1999-2000년 시즌 동안 선수 겸 코치로 일했지만 그 역할은 몇 달밖에 지속되지 않았다. 그는 2000-01년 시즌에도 슬리마에서 계속 뛰었다.

### 나이지리아
에구아보엔은 2005년 6월, 샘슨 시아시아, 대니얼 아모카치, 이케 쇼룬무 등 코칭 스태프와 함께 나이지리아 국가대표팀의 임시 감독으로 임명되었다. 그는 이집트에서 열린 2006년 아프리카 네이션스컵에서 나이지리아 국가대표팀을 이끌었으며, 팀은 3위 플레이오프에서 세네갈을 꺾고 동메달을 획득했다. 2006년 4월에 해임되었다.

### 에님바
2008-09년 시즌에 에구아보엔은 아바의 에님바에서 감독을 맡았지만, 얼마 지나지 않아 팀을 떠나 리그 3위로 이끌고 페더레이션 컵에서 우승했다.